# Acroceratitis plumosa
Acroceratitis plumosa är en tvåvingeart som beskrevs av Friedrich Georg Hendel 1913. Acroceratitis plumosa ingår i släktet Acroceratitis och familjen borrflugor. Inga underarter finns listade i Catalogue of Life.